# (514) Armida
(514) Armida – planetoida z pasa głównego asteroid okrążająca Słońce w ciągu 5 lat i 117 dni w średniej odległości 3,05 j.a. Została odkryta 24 sierpnia 1903 roku w Landessternwarte Heidelberg-Königstuhl w Heidelbergu przez Maxa Wolfa. Nazwa planetoidy pochodzi od tytułowej bohaterki opery Armide Christopha Glucka, opartej na barokowym poemacie Jerozolima wyzwolona Torquato Tasso. Przed jej nadaniem planetoida nosiła oznaczenie tymczasowe (514) 1903 MB.